# Limnephilus concolor
Limnephilus concolor là một loài Trichoptera trong họ Limnephilidae. Chúng phân bố ở miền Tân bắc.